# Dongtuan (sockenhuvudort i Kina, Jiangxi Sheng, lat 28,39, long 117,85)
Dongtuan är en sockenhuvudort i Kina. Den ligger i provinsen Jiangxi, i den sydöstra delen av landet, omkring 190 kilometer öster om provinshuvudstaden Nanchang. Antalet invånare är 38 247. Befolkningen består av 18 800 kvinnor och 19 447 män. Barn under 15 år utgör 28,0 %, vuxna 15-64 år 64 %, och äldre över 65 år 6,0 %.
Runt Dongtuan är det ganska tätbefolkat, med 230 invånare per kvadratkilometer. Närmaste större samhälle är Xuri, 8,5 km nordost om Dongtuan. Trakten runt Dongtuan består till största delen av jordbruksmark.
Genomsnittlig årsnederbörd är 2 755 millimeter. Den regnigaste månaden är juni, med i genomsnitt 477 mm nederbörd, och den torraste är oktober, med 35 mm nederbörd.